# Just Lucas-Championnière
Just-Marie-Marcellin Lucas Championnière (Avilly-Saint-Léonard, 15 agosto 1843 – Parigi, 22 ottobre 1913) è stato un chirurgo francese.
Fu pioniere della chirurgia antisettica.

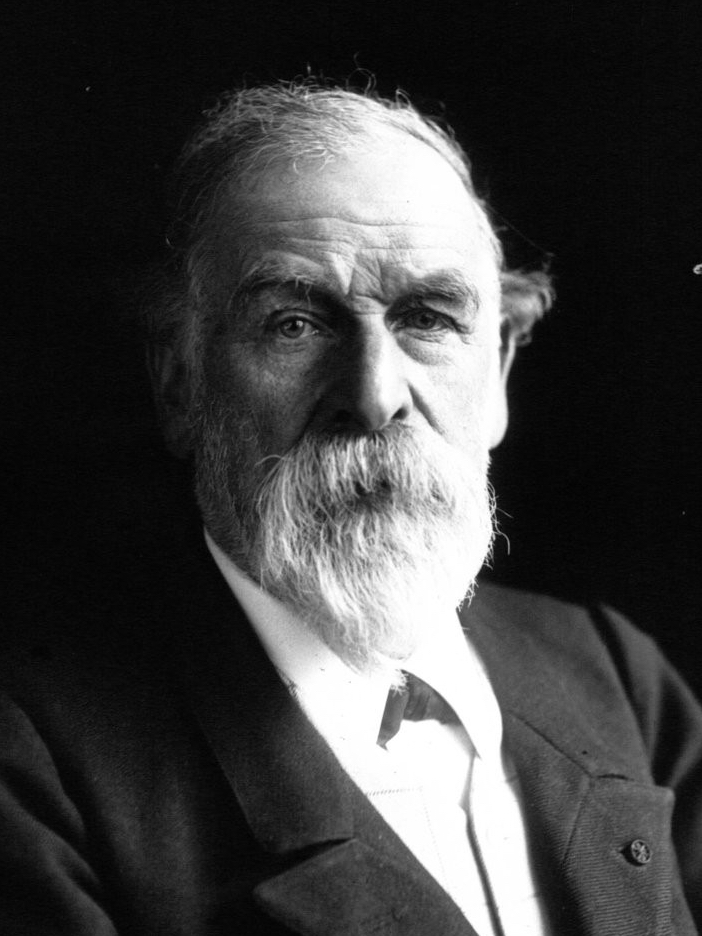
Just-Marie-Marcellin Lucas-Championnière (1912)

## Biografia
Nel 1860 iniziò gli studi medici a Parigi, ricevendo il dottorato in medicina nel 1870 e la sua agrégation nel 1874. Nel 1874 si qualificò come chirurgo ospedaliero e durante la sua carriera lavorò negli ospedali Cochin, Lariboisière, Tenon, Saint-Louis, Beaujon e Hôtel-Dieu a Parigi. Nel 1906 concluse la sua attività come chirurgo ospedaliero.

## Pioniere della chirurgia antisettica
Nel 1868, ancora studente, viaggiò a Glasgow per studiare il nuovo metodo antisettico  introdotto proprio in quegli anni da Joseph Lister. Successivamente, introdusse la chirurgia antisettica in Francia, pubblicando in francese, nel 1876, la prima monografia al mondo sull'argomento: la Chirurgie antiseptique. Principes modes d'application et résultats du pansement de Lister. Tale monografia fu successivamente tradotta in inglese.

## Altri contributi
Lucas-Championniere ha anche dato contributi importanti nei campi delle fratture ossee e delle ernie.

## Opere (parziale)

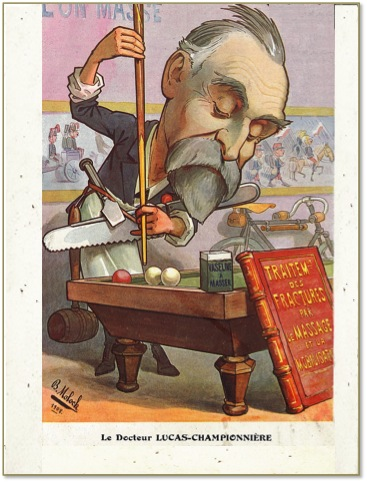
Caricatura di Lucas-Champonnière apparsa sulla rivista medica Chanteclair nel 1910

- Lymphatiques utérins et lymphangite utérine. Du rôle que joue la lymphangite dans les complications puerpérales et les maladies utérines, Asselin, Parigi 1870, pp. 83
- De la fièvre traumatique. Thèse présentée au concours pour l'agrégation (section de chirurgie et d'accouchements) et soutenue à la Faculté de médecine de Paris le 19 juillet 1872, Baillière et fils, Parigi 1872, pp. 176
- Chirurgie antiseptique. Principes, modes d'application et résultats du pansement de Lister, Baillière et fils, Parigi 1876, pp. 156 (seconda edizione, 1880)(traduzione inglese, 1881)
- Étude historique et clinique sur la trépanation du crâne. La trépanation guidée par les localisations cérébrales, Delahaye, Parigi 1878, pp. 149
- Application de la méthode antiseptique aux accouchements. Theorie et pratique. Revue des procédés actuellement employés, Coccoz, Paris 1891, pp. 76
- Cure radicale des hernies, avec une étude statistique de deuxcent soixantequinze opérations, Rueff, Parigi 1892, pp. 724
- Titres et travaux scientifiques, Imprimerie Daix Frères, Clermont 1894, pp. 122
- Traitement des fractures par le massage et la mobilisation, Rueff, Parigi 1895, pp. 564
- "An Essay on Scientific Surgery, the Antiseptic Method of Lister in the Present and in the Future", Br Med J. 1902 Dec 13; 2(2189): 1819–1821
- "Le voyage des médecins français à Londres", Journal de médecine et de chirurgie pratiques, 75(21), 10 novembre 1904, pp. 801–809
- Hernies. Hygiéne et thérapeutique, Rueff, Parigi 1905, pp. 328
- "New ideas on fractures, of the utmost importance to the medical profession and to the lay public in connexion with their responsibilities and possible legal liabilities", Br Med J. 1908 Mar 28; 1(2465): 725–728
- Theorie et practique de la chirurgie antiseptique. Ses progrès actuels, Steinheil, Parigi 1908, pp. 59
- "An Address On the Modern Treatment of Fractures, Delivered at the Annual Meeting of the Cardiff Medical Society on June 4th", Br Med J. 1909 Jun 12; 1(2528): 1397–1400.
- Précis du traitement des fractures par le massage et la mobilisation, Steinheil, Parigi 1910, pp. 267
- "Lord Lister (1827-1912)", Revue de Chirurgie, 32(4), 10 Aprile 1912, pp. 530–543
- Les origines de la trépanation décompressive. Trépanation néolithique, trépanation pré-Colombienne, trépanation des Kabyles, trépanation traditionnelle, Steinheil, Parigi 1912, pp. 131